# Rudolf Brázdil
Rudolf Brázdil (* 10. dubna 1951 Brno) je český fyzický geograf, specialista na planetární geografii a historickou klimatologii. Po celý profesní život působí na Geografickém ústavu Přírodovědecké fakulty Masarykovy univerzity v Brně. Od roku 2011 pracuje též v Ústavu výzkumu globální změny AV ČR.
Roku 2020 se stal prvním českým držitelem Mezinárodní geografické ceny Vautrina Luda, nejvýznamnějšího světového ocenění v oboru geografie. Je zatím vůbec jediným laureátem této ceny působícím v zemi někdejšího Východního bloku.

## Ocenění
- Stříbrná medaile Masarykovy univerzity (2019)[2]
- Cena Vautrina Luda (2020)[3][4]
- Pamětní plaketa ČGS za mimořádný přínos české geografii (2021)[5]